# Clairvillia nitoris
Clairvillia nitoris är en tvåvingeart som först beskrevs av Daniel William Coquillett 1898.  Clairvillia nitoris ingår i släktet Clairvillia och familjen parasitflugor. Inga underarter finns listade i Catalogue of Life.